# Retrato de Tommaso Inghirami

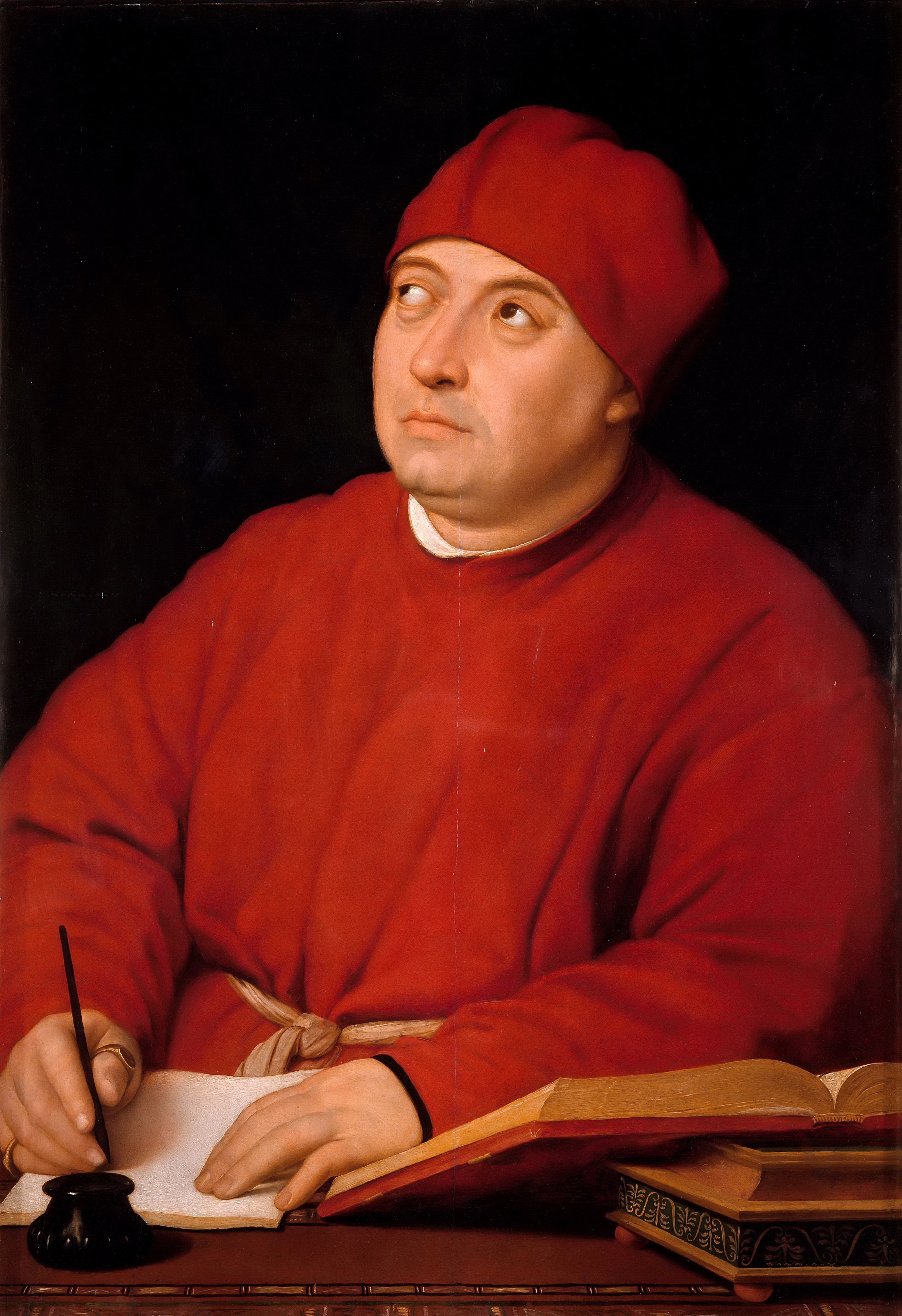
Retrato de Tommaso Inghirami, Rafael; 1509.

Retrato de Tommaso Inghirami es una pintura al óleo del artista italiano Rafael. Pintado ca. 1509, existe en dos copias, una de las cuales se exhibe en la Galería Palatina del Palacio Pitti en Florencia y la otra en el Museo Isabella Stewart Gardner en Boston. Conocida por su realismo y atención al detalle, la imagen recuerda los trabajos de Hans Holbein el Viejo, por quien Rafael pudo haber sido influido en su ejecución. Estilísticamente, se relaciona con otra obra de Rafael, el retrato de Agnolo Doni, ca.1506, en lo que Claudio Strinati describió en 1998 como su "claridad despiadada."
Mostrado con expresión absorta, en el acto de transcribir sus pensamientos al papel en blanco, sobre el que apoya la pluma recién mojada en el tintero, el retratado, Tommaso Inghirami, era amigo del pintor, un prelado e intelectual apodado "Fedra" después de una magistral exposición de improvisación de poesía latina durante una representación de la obra teatral de Séneca Fedra, donde actuó en el papel principal. Un orador y retórico popular, Tommaso Inghirami padecía estrabismo. Según el Cambridge Companion to Raphael de 2005, la pieza es "la primera en que Rafael introdujo el concepto de movimiento", en el giro del cuerpo cuando se contempla la composición. Mediante este dispositivo, Rafael logra que la atención no se centre en la obvia anomalía ocular del comitente.